# 春海ほのか
春海 ほのか（はるみ ほのか、3月25日 - ）は、日本の元女性声優。東京都出身。主にアダルトゲームに声をあてていた。

## 人物
芸名の「春海ほのか」は、マネージャーと相談して濁点のない名前で一番しっくりくるものを選んでつけたもの。
2016年12月31日をもって声優を引退した。

## 出演作品

### PCゲーム
- 8人のM娘（バージニア・ロードアイランド）[5]
- 恋DOKi（荒田 真央）[6]
- 恋愛リベンジ（柊 ほのか）[7]
- ばれっと☆すたいる -Loyalty of valet-（佐伯 優海）[8]
- ナデレボ!（綺堂 しろな）[9]

### ソーシャルゲーム
- 大冒険！ゆけゆけ☆おさわりアイランド（虎牙 ことら）
- 大征服！ゆけゆけ悪の秘密結社！（秋田 ゆう、他）

### 歌
- just for You（『恋愛リベンジ』柊ほのかエンディングテーマ）
- 100%青春ラブ（『大冒険！ゆけゆけ☆おさわりアイランド』テーマソング）
  - 歌：小倉まひろ（雪村とあ）、兎峰はねる（中家志穂）、蛇姫あみ（榛名れん）、虎牙ことら（晴海ほのか[注 1]）、龍川たつみ（篠原ゆみ）